# Heart's on Fire
Heart's on Fire è un singolo prodotto dalla rock band americana di John Cafferty & The Beaver Brown Band. È stato pubblicato nel febbraio 1986 come brano dal film Rocky IV. Il singolo ha raggiunto la posizione numero 76 della Billboard Hot 100 Chart statunitense. È stato scritto da Vince DiCola, compositore della colonna sonora dell'omonimo film, da Ed Fruge e Joe Esposito.

## Musicisti
* John Cafferty – voce solista e cori, chitarra ritmica
* Gary Gramolini – chitarra solista e cori
* Pat Lupo – basso e cori
* Bobby Cotoia – sintetizzatori
* Kenny Jo Silva – batteria e drum machine
* Vince DiCola – sequencer

## Critiche
Nancy Erlich, della rivista Billboard, ha recensito il brano favorevolmente, definendolo «rock'n'roll ad alto tasso di adrenalina e percussioni che picchiano».